# Дерен, Андре
Андре Дерен (фр. André Derain; 10 июня 1880, Шату-сюр-Сен — 8 сентября 1954, Гарш) — французский живописец, график, театральный декоратор, скульптор, керамист.

## Биография
Родился 10 июня 1880 года в Шату-сюр-Сен, северо-восточном пригороде Парижа. После окончания школы поступил в парижский инженерный колледж, но занятия там прогуливал в Лувре, где познакомился с Анри Матиссом и Альбером Марке. Вместе с ними посещал частную художественную школу Эжена Каррьера в 1898-1899 годах. В 1900 году познакомился с Морисом де Вламинком, с которым его связала долгая дружба.
После службы в армии в 1900—1904 годах художник на два года (1905—1906) уехал в Великобританию, где создал виды Гайд-Парка и набережных Темзы. Эти пейзажи, выполненные в духе фовизма, проникнуты стремлением передать напряжённость природы. Декоративный эффект его картин основан на предельно интенсивном звучании крупных пятен чистых контрастных цветов («Лондонская гавань», 1906, Галерея Тейт, Лондон). Картины Дерена сразу же привлекли внимание публики на Осеннем Салоне 1905 года.
В 1906 году познакомился с Пабло Пикассо и поддался влиянию кубизма. Со временем, это позволило ему стать финансово независимым и жениться на Алисе Принсе. Однако, многие картины, созданные в этот период Дерен сжёг несколькими годами позже. В 1910-е годы в творчестве художника появляются сумрачность и статичность образов, темы тоскливого однообразия провинциальных будней («Субботний день», 1911—1914, Музей изобразительных искусств им. А. С. Пушкина, Москва).
К началу Первой мировой войны обосновался в Авиньоне. Отправился[уточнить] на фронт, где служил простым солдатом, однако продолжал заниматься живописью, и в 1916 году организовал первую персональную выставку. После окончания войны поселился в Париже, наладил дела, приобрёл автомобиль и собрал коллекцию произведений искусства, в том числе рисунки Энгра и Сёра.
В 1928 году получил приз Карнеги и стал выставляться в Англии, Германии, США. В 1930-е годы продал всю недвижимость в Париже и переехал в Шамбурси, оставив в столице лишь мастерскую для встреч с любовницами, одна из которых родила от художника сына.
Кроме живописи, Дерен много внимания уделял графике. В частности Андре иллюстрировал литературные произведения, а также занимался сценографией и керамикой. К работе в театре художника привлёк С. П. Дягилев — в 1919 году А. Дерен создал эскизы декорации и костюмов для балета «Волшебная лавка» в хореографии Л. Ф. Мясина.
Во время немецкой оккупации Франции во время Второй мировой войны Дерен жил в основном в Париже, и немцы очень добивались его расположения, потому что он представлял престиж французской культуры. Дерен принял приглашение совершить официальный визит в Германию в 1941 году и вместе с другими французскими художниками отправился в Берлин, чтобы посетить нацистскую выставку официально одобренного художника Арно Брекера. Присутствие Дерена в Германии эффективно использовалось нацистской пропагандой, что привело к тому, что после освобождения Франции Дерен был заклеймен как коллаборационист и подвергся остракизму со стороны многих бывших сторонников.
Андре Дерен погиб под колесами автомобиля 8 сентября 1954 года, в возрасте 74 лет. За год до этого, в 1953 году, у Дерена обнаружили глазную инфекцию, из-за которой шансов на восстановление зрения у него не осталось.